# Thun-Saint-Martin
Thun-Saint-Martin és un municipi francès, situat a la regió dels Alts de França, al departament del Nord. L'any 2006 tenia 522 habitants.

## Demografia
| 1962                                       | 1968 | 1975 | 1982 | 1990 | 1999 | 2006 |
| ------------------------------------------ | ---- | ---- | ---- | ---- | ---- | ---- |
| 429                                        | 451  | 445  | 421  | 475  | 460  | 522  |
| Des de 1962: població sense dobles comptes |      |      |      |      |      |      |

## Administració
| Període | Identitat     | Partit |
| ------- | ------------- | ------ |
| 2001-   | Henri Despres |        |